# Влас и Еник
Берт и Эрни (англ. Bert and Ernie; в русской версии Влас и Еник) — дуэт, появляющийся на протяжении всех сезонов детского телешоу «Улица Сезам» и занимающий одно из главных мест в передаче. Берт и Эрни живут в квартире на улице Сезам, 123.
В отличие от многих комедийных дуэтов, определённого порядка в названии («Берт и Эрни» или «Эрни и Берт») нет.

## История дуэта
Эрни и Берт были единственными маппетами, появившимися в пилотном выпуске «Улицы Сезам», которая вышла в июле 1969 года. Их краткое появление было лишь частью эксперимента, признанного удачным, и было решено, что помимо кукол в передаче должны появиться и герои-люди, которых не было в пилотной серии.

### Исполнители ролей
Первоначально Фрэнк Оз озвучивал Эрни, а Джим Хенсон — Берта, но на следующий день после проб они поменялись ролями. По воспоминаниям сценариста и режиссёра «Улицы Сезам» Джона Стоуна, отношения между Бертом и Эрни очень похожи на отношения между Озом и Хенсоном.

В книге «Грунтовая улица Сезам» Фрэнк Оз говорит:
Я не был доволен характером Берта около года, пока не понял… что он очень занудный, и я бы мог использовать этот недостаток как преимущество».
После смерти Джима Хенсона (в 1990 году) пошли слухи о том, что Эрни также умрёт, чтобы научить детей правильно относиться к смерти. Слух получил более широкое распространение, когда в 1991 году студенты из Нью-Гэмпшира начали собирать подписи под петицией «Сохраните Эрни». Когда стало известно о том, что слух ложный, бумагу уже подписало множество людей. С 1993 года роль Эрни взял на себя Стив Уитмайр. Его дублёрами были Джон Тарталья («Play with Me Sesame» (2003), «Sesame Workshop Benefit Gala» (2003), «Sesame Street 4-D Movie Magic» (2003) и Билли Баркхёст (англ. Billy Barkhurst; озвучка «A Sesame Street Christmas» (2009), «Can’t Stop Singing» (2012)).
Когда Фрэнк Оз ушёл на пенсию в 1997 году, кукловодом Берта стал Эрик Джейкобсон, который был утверждён как основной исполнитель этой роли в 2001 году. Однако Фрэнк Оз иногда всё же исполняет роль Берта.

### Создание кукол
Берт и Эрни были придуманы Джимом Хенсоном и созданы Доном Салином (англ. Don Sahlin). По словам Фрэнка Оза:
Эрни был как апельсин, а Берт как банан. Эрни всегда пухлый, а Берт выглядит весьма тощим.
В начале первого сезона шоу (в 1969 году) Берт имел одну неподвижную бровь и неопрятные, растрёпанные волосы, а Эрни — фиолетовый нос и свитер в фиолетовую, оранжевую и жёлтую полоску. Джим Хенсон экспериментировал с положением зрачков Эрни: они смотрели то вверх, то вниз. Однако эти образы были довольно быстро исправлены: бровь Берта больше не прикрывала глаза, форма его головы стала более совершенной, а шея — гибкой, маппет получил возможность скомкать рот. Эрни приобрёл «традиционную» окраску: нос стал красным, а свитер — в красно-синюю полоску. С 1971 года бровь Берта смогла двигаться вверх и вниз. Цвета кукол становились всё более яркими. Эрни к 1982 году немного «вырос», что немного нарушило первоначально задуманную кругловатую форму персонажа. С 1993 года форма головы Эрни стала больше напоминать мяч для американского футбола. Версия Берта 1997 года отличалась большей опрятностью, что подчёркивало особый контраст между образами Берта и Эрни: так, Берт был выше ростом, его волосы зачёсаны вверх (тогда как волосы Эрни растрёпаны), а бровь стала более округлой. С той поры изменения в образе кукол были незначительны.
В 1969 году ткань для свитеров Берта и Эрни можно было приобрести в магазине. Сегодня эти свитеры приходится вязать вручную, чтобы соответствовать оригинальным узорам. Тело кукол сшито из флиса.
Берт управляется двумя руками. Доминирующая рука кукловода при этом управляет ртом и чертами лица, а другая рука контролирует тонкие стержни, связанные с руками куклы. Эрни управляется двумя кукловодами: правая рука первого кукловода вставляется в голову, а левая — в Т-образную втулку, заканчивающуся рукой маппета. Второй кукловод обычно управляет правой рукой маппета, хотя иногда правая рука просто прижата к груди марионетки, и помощь второго кукловода не требуется.
Возраст Берта и Эрни — частая тема для обсуждения на форумах. По этому поводу ничего никогда не говорилось, но многие считают, что это дуэт взрослых, так как они не зависят от других. Однако исполнитель роли Берта в шоу Sesame Street Live, Тейлор Морган сказал: «Я стараюсь думать как шести- или семилетний, потому что Берту как раз столько»

## Берт (Влас)
Берт, хоть и умный, немного скучный и занудливый. В одной из серий Берт читает книгу под названием «Скучная история», и смеётся: «Эти „Скучные истории“ такие интересные!». Он любит собирать канцелярские скрепки и крышки от бутылок (в коллекции Берта их 368), готовить овсянку и смотреть на голубей. Берт дружит с голубем по имени Бернис, и даже создал танец «Вести себя как голубь» (в русском переводе «Танцуйте как голубь!»). Берт занимает пост президента «Национальной ассоциации любителей буквы W» (были показаны два её съезда). У Берта есть несколько золотых рыбок, двух из которых зовут Лайл и Тэлбот (отсылка к актёру Лайлу Толботу). Третья золотая рыбка, жена Талбота, — Мелисса.
Берт довольно редко показывается на шоу в одиночестве, в отличие от Эрни. Известные исключения составляют песни «Doin' the Pigeon», «The Subway», «Bert’s Blanket» (в русской версии — «Одеяло Власа») и «Stick Out Your Hand and Say Hello», а также некоторые эпизоды в «Muppet/Kid», как тот, в котором Берт обсуждает эмоции с мальчиком по имени Джон Джон. Будучи одним из участников шоу «Play With Me Sesame», Берт играл в такие компьютерные игры, как «Модели голубей» и «Идеальные пары носков», а также учил детей «искусству овсянки».
Берт — левша. Его любимое число — 6. У Берта есть брат-близнец — Барт, племянник Брэд, тётя Матильда, а также дядя Барт (подаривший Берту его первую скрепку) и прапрадедушка Маунтин Майк. В альбоме «Sesame Street Sing-Along!» упоминается также дядюшка Луи, который живёт на ферме.
На протяжении всего шоу Берт довольно часто читает различные книги. Вот некоторые из них: «Всё о воздухе», «Костёр овсянки» (пародия на «Костёр тщеславия»), «Скучные истории», «Лицо тигра» (пародия на песню «Eye of The Tiger» группы «Survivor»), «Пятьдесят оттенков овсянки» (пародия на книгу «Пятьдесят оттенков серого»), «Дневник голубя Джонса» (пародия на «Дневник Бриджит Джонс»), «Заклинатель голубей» (пародия на «Заклинатель лошадей»), «Тайная жизнь голубей», «Носки», «Повесть о двух голубях», (пародия на «Повесть о двух городах» Чарльза Диккенса), «Удивительный мир скрепок».

## Эрни (Еник)
Эрни любит принимать ванну с резиновой уточкой Утей (англ. Duckie). Из-за того, что Эрни не хотел выпускать из рук Утю, у него возникли проблемы при попытке научиться играть на саксофоне. В скетчах Эрни часто мешает спать Берту, играя на барабанах, громко считая овец или читая. У него характерный, хихикающий смех.
День рождения Эрни — 28 января. В первом эпизоде «Улицы Сезам» Эрни говорит, что его любимая буква — «Е», а число — «2». Но вскоре после этого, в «This Way to Sesame Street», он заявил, что его любимое число — «7» (возможно, чтобы подговорить Берта посмотреть фильм «Song of Seven»). Несколько лет спустя, в песне «Шесть» Эрни говорит, что его любимое число — «8 243 721». А в книге «Меня зовут Эрни» он говорит, что любит число «5», потому что в его имени 5 букв.
В отличие от Берта, Эрни часто появляется на шоу в одиночестве, регулярно выступая в скетчах с Коржиком и другими героями «Улицы Сезам». В 33—36 сезонах Эрни вместе с Большой Птицей снимался в ежедневном «Путешествии в Эрни». Эрни также участвовал в «Play with Me Sesame», одним из разделов которой была игра «Эрни говорит» (подражание игре «Саймон говорит»). Эрни также появился в «Маппеты» (1979) и «Маппеты захватывают Манхэттэн» (1984), в последнем из которых Эрни получил собственную сюжетную линию. В финале фильма «Маппеты» Эрни управлял Эрл Кресс, известный сценарист. Он рассказал об этом опыте в фильме «Muppet Central».
В шоу показывалось множество альтернативных версий Эрни: так, Эрни был офицером, капитаном, исследователем, рыцарем, супергероем и так далее. Эрни часто изображался другими героями «Улицы Сезам»: в костюм Еника облачался Коржик, Гэрри Монстр, девочки Дженнифер и Кэти и другие.

## Примеры юмора
Обычный для Берта и Эрни скетч состоит из двух частей, основывающийся на том, что Эрни хочет поиграть, а Берт слишком занят для этого. Эрни не отстаёт от Берта до тех пор, пока Берт не включается в игру Эрни. Как правило, к тому времени, когда Берт увлекается процессом, Эрни это занятие уже надоедает, и он требует чего-то ещё.
В отдельных случаях Берт может отказываться от тех или иных идей Эрни. Эрни пытается завлечь Берта в тот или иной процесс, а Берт всячески ему сопротивляется, но безуспешно — Эрни может быстро пойти на хитрость. Скетч заканчивается падением Берта в обморок. Падения в обморок можно наблюдать в скетчах о ловле рыбы, игре в шашки, а также в скетче, когда Эрни якобы слушает музыку по радиоприёмнику в наушниках, постепенно прибавляя громкость воспроизведения и мешая Берту читать книгу. Если же Берт не падает в обморок, камера просто показывает его недовольное выражение лица крупным планом.
Один раз Эрни по-дружески предложил Берту выпить стакан несладкой содовой воды, однако, так как Эрни не очень любит такую воду, он добавляет туда дополнительные ингредиенты (клубничный сироп, взбитые сливки, кусок ванильного мороженого), вызывая недовольство у Берта. Эрни радуется. Берт пытается его остановить, и долгое время это не удавалось — Эрни продолжал добавлять ингредиенты с не меньшим удовольствием. Когда Эрни закончил, Берту удалось остановить только репликой «Ты любишь содовую с мороженым. Но это не значит, что все любят содовую с мороженым. Лично я НЕНАВИЖУ СОДОВУЮ С МОРОЖЕНЫМ!». Эрни идёт на компромисс и достаёт Берту стакан газированной воды. Берт говорит «Ничего не понимаю».
Однако, был куда более напряженный случай, когда Эрни выпустил перед сном два воздушных шарика в небо и почти сразу же начал за них волноваться. Волнение героя сопровождается рассуждениями и домыслами («А может быть, они улетят в Китай? Они же не говорят по-китайски! Возьмём вертолёт напрокат, Влас, ты не против?»). Когда эти домыслы было уже невыносимо слушать, Берт вылезает из кровати и с громким истошным криком покидает спальню. Некоторое время этот побег сопровождается криком, после чего Эрни иронизирует: «Хе-хе, он против вертолёта!».
В скетче с чтением книги в кровати, когда Эрни эмоционально реагирует на каждый эпизод книги (эмоции выражаются через смех, волнение, сопереживание, плач, крик), Берт постоянно просил Эрни остановить чтение, ссылаясь на позднее время. Когда Эрни заканчивает читать книгу, книга переходит к Берту, и его чтение сопровождается периодическим звуком «Хммммм» или малопонятными стонами. Эрни говорит Берту то же самое, что говорил ему Берт.

## Песни Берта и Эрни
Немецкий канал «KIKA» с 5 по 12 декабря транслировал пятиминутное шоу «Песни Эрни и Берта» (англ. Ernie & Bert Songs), эпизоды из которого вошли в регулярные выпуски «Sesamstrasse», начиная с января 2012 года. Каждый эпизод включал в себя появление знаменитого немецкого музыканта или звезды международного уровня (например, Ксавьер Найду, Макс Раабе, Удо Юргенс, Дэвид Гарретт). Шоу показывалось вместе с отборочным туром Евровидения-2011 и по результатам зрительского голосования победила песня Лены Майер-Ландрут «Берт, о Берт» (пародия на «Satellite»). Новый сезон шоу был отснят в 2013 году и выпущен осенью этого же года как в рамках «Die Große Sesamstrassen-Gala» (в честь 40-летия немецкой «Улицы Сезам»), так и отдельным шоу. Песня Эрни «Резиновые Утки», в которой он поёт о своей любви к игрушечным уткам, заняла 13 место в Billboard Hot 100 в сентябре 1970 года.
«Сказочные песни Эрни и Берта» (нем. Ernie & Bert Märchensongs) представляют собой мини-выпуски «Sesamstraße präsentiert» (подраздела немецкой версии «Улицы Сезам»). В этих выпусках Эрни и Берт с помощью костюмов и друзей (часто — Волка) разыгрывают классические сказки. Каждое выступление сопровождается особой песней. Зачастую Эрни и Берту приходится играть женских персонажей (так, Эрни сыграл Золушку, Рапунцель, Спящую красавицу и Красную Шапочку), а также сокращать количество сказочных персонажей под себя: «Волк и два козленка», «Белоснежка и два гнома», «Али, Баба и четвертый разбойник».

## Частичная дискография
- 1972 — Havin' Fun with Ernie & Bert («Веселье с Эрни и Бертом»)
- 1974 — Bert’s Blockbusters («Блокбастеры Берта»)
- 1975 — Bert and Ernie Sing Along («Берт и Эрни поют вместе»)
- 1979 — At Home with Ernie and Bert («Дома с Эрни и Бертом»)
- 1981 — Bert & Ernie: Side By Side («Берт и Эрни: бок о бок»)
- 1983 — The Best of Bert («Лучшее о Берте»)
- 1996 — Bert and Ernie’s Greatest Hits («Берт и Эрни: величайшие хиты»)

Берт и Эрни дважды появились в Маппет-шоу: в эпизодах #102 (где они спели «Some Enchanted Evening») и #518.
Эрни и Берт появились в обоих фильмах «Улицы Сезам». В «Следуй за Птицей» они искали Большую Птицу на самолёте. Эрни был за штурвалом, и к тому моменту, когда Птица была найдена, самолёт летел вверх тормашками, а друзья распевали песню «Перевёрнутый мир» (англ. «Upside Down World»). В «Приключениях Элмо в Ворчландии» Эрни и Берт выступали в качестве ведущих, время от времени говорящих зрителям, что всё будет хорошо.

### Отношения героев
На протяжении многих лет распространены слухи о том, что Берт и Эрни являются гомосексуалами. Священник Джозеф Чемберс в своём шоу в 1994 году сказал так:
Берт и Эрни — два взрослых мужчины, разделяющие дом и спальню. Они делят одежду, едят и готовят вместе и имеют откровенно женственные характеристики. В одном выпуске Берт учит Эрни шить. В другом они садовничают вместе. Если эти двое не представляют гомосексуальный союз, то я не могу себе представить, что он должен представлять.

Однако в скетчах никогда не показывалось, чтобы Берт и Эрни носили одежду друг друга, учились шить или садовничали. В связи с этим Sesame Workshop были вынуждены выступить с рядом заявлений. В 1993 году компания заявила, что 
Берт и Эрни, которые были на «Улице Сезам» в течение 25 лет, не изображают гей-пару и в будущем этого делать не собираются. Они являются марионетками, а не людьми. Как и все маппеты, созданные для «Улицы Сезам», они были разработаны, чтобы помочь обучить дошкольников. Берт и Эрни — персонажи, которые демонстрируют детям, что несмотря на их различия, они могут быть хорошими друзьями.
Гэри Нелл, президент и исполнительный директор Sesame Workshop заявил, что Берт и Эрни не только не являются геями, но и не имеют какой-либо сексуальной ориентации вообще, так как «они не существуют ниже пояса». Аналогично высказывался и Стив Уитмайр.
Вся эта ерунда насчет меня и Берта? Это неправда. Мы оба очень счастливы, но мы не геи.
Эрни студентам Университета Карнеги-Меллон, 1997
В 2002 году юристы Sesame Workshop решением суда заблокировали дальнейшие показы короткометражного фильма «Эрнест и Бертрам» (режиссёр Петром Спирс), в котором персонаж на основе Эрни исповедует свою романтическую привлекательность другому персонажу, основанному на Берте.
В 2003 году Tony Award наградило музыкальную постановку «Авеню Ку», герои которой, влюблённые марионетки Род и Никки, имели поразительное сходство с Бертом и Эрни. Некоторые кукловоды спектакля раньше работали на «Улице Сезам».

В радиоинтервью ABC Brisbane 7 марта 2005 года Берт сказал так:
Нет, нет. Бывает, что мы даже не друзья. Эрни может быть такой головной болью…
Когда Майкла Дэвиса, автора книги «Street Gang» (2008), спросили: «Какое самое большое заблуждение о „Улице Сезам“ вы надеетесь развеять этой книгой?», Дэвис ответил: «То, что Эрни и Берт — геи… Правда в том, что это проекция реальной дружбы между Джимом Хенсоном и Фрэнком Озом».
Летом 2011 года Берт и Эрни стали героями кампании, развёрнутой гей-активистами. Они требовали, чтобы Берт и Эрни поженились, а под соответствующей петицией на момент написания заметки подписались более 10 тысяч человек. В связи с этим, продюсеры шоу снова выступили с заявлением, что персонажи не могут быть гомосексуалами, так как «не имеют сексуальной ориентации». Хотя в квартире Берта и Эрни только одна спальня, они спят на разных кроватях.

### Имена героев в других странах
В различных версиях «Улицы Сезам» по всему миру Берт и Эрни имеют разные имена, более подходящие для той или иной страны. Однако все они начинаются на «B» и «Е» (исключение — Польша, «Ulica Sezamkowa»).
- В Арабском мире: Бадр и Анис.
- Бразилия, «Vila Sesamo»: Бето и Энио.
- Германия, «Sesamstraße»: Берт и Эрни.
- Дания, «Leg med os fra Sesamgade» and «Elmo’s Verden»: Берт (в «Sesam, luk dig op»  — Бент) и Эрни.
- Египет, «Алам Симсим». Хади (Берт) и Шади (Эрни).
- Израиль, «Rechov Sumsum»: Бенц (сокращение от «Бен-Цион») и Арик (сокращение от «Ариэль»).
- Индия, «Galli Galli Sim Sim»: Бхарат.
- Испания, «Barrio Sesamo» и «Juega Conmigo, Sésamo»: Блас и Епи.
- Италия, «Sesamo Apriti»: Берто и Эрнесто (с 2004 — Эрни).
- Кувейт, «Iftah Ya Simsim»: Бадер и Анис.
- Мексика и вся Латинская Америка, «Плаза Сезамо»: Бето и Энрике.
- Норвегия, «Sesam Stasjon»: Бернт и Эрлин.
- Польша, «Bawmy się, Sezamku»: Берт («Ulica Sezamkowa» — Хьюберт).
- Португалия, «Abre-te Sésamo»: Бекаc и Эгаc.
- Россия, «Улица Сезам»: Влас и Еник. Голоса персонажей: Василий Дахненко (Влас)[16], Павел Кипнис (Еник)
- Турция, «Susam Sokağı»: Буду и Эди.
- Франция, «Rue Sésame», «Les Chansons de 1»: Барт и Эрнест. Брата Берта (Барт) при этом зовут «Берт».
- Хорватия, «Ulica Sezam»: Берти и Эрни.
- Япония, «Sesame Street (Japan)»: Барт (яп. バート ба:то) и Арни (яп. アーニー а:ни:).
- В Нидерландах и Швеции героев зовут так же, как и в англоязычной версии.